# Kołtuństwo
Kołtuństwo, także «kołtuneria» jako grupa społeczna – obraźliwe określenie z przełomu XIX i XX wieku oznaczające ludzi o zacofanych, wstecznych, nietolerancyjnych poglądach. Niegdyś nazywało się nim także ludzi wierzących w przesądy i zabobony.
Twórca literatury XVIII wieku Wespazjan Kochowski upatrywał w kołtunie sensu wyższego – znaku szczególnej opieki i wybrania przez Boga.
Kołtun był określeniem pejoratywnym używanym przez jedną grupę społeczną względem drugiej. Mieszczanie mianem kołtunów określali drobną szlachtę zagrodową. 
W połowie XIX wieku walkę z kołtunem jako chorobą ale też i przesądem pierwsi rozpoczęli lekarze Józef Dietl i Aleksander  Le Brun. Warstwą społeczną, która najczęściej zachowywała kołtuny było chłopstwo i biedota. Uważała ona noszenie kołtuna za ochronę przed nieznanym niebezpieczeństwem. 
Wraz z rozwojem mieszczaństwa w II połowie XIX wieku określenie kołtuństwo wzięli na warsztat pisarze pozytywistyczni. Miano kołtuństwa rozszerzono na warstwę mieszczańską, jako zachowawczą, nietolerancyjną, trzymającą się ugruntowanych przyzwyczajeń. Określenie zaściankowej, kołtuńskiej mentalności galicyjskiej pojawia się w noweli Adolfa Dygasińskiego „Filozof i praczka”. 
Gabriela Zapolska swój najbardziej znany dramat „Moralność pani Dulskiej” dziejący się w mieszczańskich kręgach Lwowa opatrzyła podtytułem „tragifarsa kołtuńska”.
Kolejną warstwą społeczną, którą określono mianem kołtuńskiej stała się arystokracja uwieczniona w powieści "Lalka" Prusa. Zmanierowanie i kołtuństwo Izabeli, czy też puste i „kołtuńskie” postaci Tomasza Łęckiego (ojca Izabeli) i barona Krzeszowskiego do dziś ożywają na deskach kolejnych inscenizacji teatralnych i filmowych.
W początkach XX wieku na fali rozwoju ruchu ludowego prezes PSL Eustachy Rudziński w 1925 pisał, że "lud rolny,  robotniczy i inteligencja […] zwalczą wcześniej czy później reakcję w Polsce, klerykalizm i ciemnotę, zwalczą mieszczańskie kołtuństwo i ugruntują [...] ludowładztwo".
Julian Tuwim opisał kołtuńskich mieszczan żyjących w mieszkaniach pokrytych pleśnią i kopciem, bezrefleksyjnie żujących gazetową papkę informacji, płynących w dżungli zdarzeń, szukających wszędzie podstępu i złodzieja ich pieniędzy oraz codziennie modlących się o wieczne odpoczywanie od śmierci, głodu i wojny.